# Голіцин Петро Олексійович
Князь Петро Олексійович Голіцин (1660–1722, Київ) — державний діяч часів царювання Петра I: резидент у Відні, сенатор, архангелогородський, ризький, київський губернатор, президент Комерц-колегії, кавалер ордену Андрія.

## Біографія
Походив із роду Голіциних. Народився в 1660 році в сім'ї боярина Олексія Андрійовича Голіцина (тобольський та київський воєвода) та княжни Ірини Федорівни Хілкової.
23 лютого 1684 року наданий у кімнатні стольники. У 1697 році піддали розшуку у справі Циклера. У 1698 році посланий навчатися морехідного мистецтва до Венеції.
4 січня 1701 року направлений до Відня на посаді міністра із завданням домовитися з імператором Священної Римської імперії про посередництво між Росією та Швецією, проте безуспішно, оскільки після поразки під Нарвою доносив, що «…військам нашим та управлінню військовому тільки сміються». Під час перебування у Відні вів переговори з папським нунцієм . З метою залучення папи на бік Росії говорив про готовність Петра I перейти в католицтво та встановити союз між православною та католицькими церквами. Результатом переговорів став дозвіл публічно відправляти в Росії римське богослужіння та на пропуск католицьких місіонерів до Китаю. У 1706 повернувся до Росії.
У 1708 призначений першим архангелогородським губернатором . 14 червня 1710 року нагороджений орденом Андрія Первозванного. 22 лютого 1711 року звільнений з посади губернатора і призначений сенатором. 16 січня 1712 призначений обер-комендантом московського гарнізону .
24 квітня 1713 року призначений ризьким губернатором . Відомо, що Петро I не завжди був задоволений ним на цій посаді і одного разу знайшов його відповідь написаним «зело тупо і недбайливо». У 1718 році підписав смертний вирок цесаревичу Олексію Петровичу, незважаючи на те, що підтримував його погляди.
Керував Комерц-колегією. 9 квітня 1719 року призначений київським губернатором. Помер 1722 року в Києві.

## Родина
Брат: Голіцин, Борис Олексійович — вихователь Петра I.
Був одружений тричі:
- на князівні Анастасії Іванівні Воротинської (померла в 1691 році), останньої в роді Воротинських, троюрідної сестри Петра I.
- на Дар'ї Лукинішні Ляпуновій (померла 1715 року)
- на графині Єлизаветі Іванівні Мусіної-Пушкіної, внучатій племінниці патріарха Іоакима .